# きっづ光科学館ふぉとん
きっづ光科学館ふぉとん（きっづひかりかがくかんふぉとん）は、京都府木津川市（関西文化学術研究都市木津地区）にある科学館である。光に関する科学館としては、日本初となる。

## 概要
子どもたちの「科学する心」の育成を目的として、日本原子力研究所関西研究所（現・国立研究開発法人量子科学技術研究開発機構 関西光量子科学研究所）が建設し、2001年（平成13年）7月11日開館。館名は公募作品1112通の中から、大学生加野賢二の案「きっづ光科学館」と小学生北條菜津子の案「ふぉとん」を選んで組み合わせたもので、「きっづ」は「kids（子供たち）」と所在地である「木津」に、「ふぉとん」は光子を意味する「フォトン（Photon）」に由来する。
身近なものでありながら、さまざまな不思議に満ちた「光」をテーマにしており、光の不思議を体験し、光の基本的な性質から最先端の光の利用技術まで、楽しみながら学ぶことができる。光の歴史や科学技術に関する展示のほか、全天周映像ホールではクイズなどを通じて来館者が体験参加できる。また、光に関する演示実験などを行う「レーザーラボ」や、工作教室なども実施されている。
春休みや夏休みなどには特別イベントが開催され、常設展示では扱うことのできない科学技術や光に関する実験・工作が体験できる。

## 沿革
- 2001年（平成13年）
  - 3月13日 - 日本原子力研究所(原研)が名称が決まったことを発表する[3][4]。
  - 7月11日 - 開館。
- 2005年 - 原研が日本原子力研究開発機構（原子力機構）に改組。
- 2010年（平成22年）5月20日 - 事業仕分け第2弾において原子力機構施設による運営業務委託先を決める入札の仕方について議論され、その結果、競争的に委託先を決定し、事業規模も縮減することが要求される[6]。
- 2012年（平成24年）
  - 3月16日 - 原子力機構が運営委託契約が切れる4月以降は事前予約のみの受け入れることを決める[7]。
  - 3月28日 - 木津川市3月定例市議会で科学館継続を求める意見書が可決される[8]。
  - 4月12日 - 木津川市や木津川市議会の要請を受け、毎週木曜日から日曜日まで展示施設のみ予約なしでの一般公開を再開[9][10]。事前予約は水曜日のみ受け入れる[11]。
  - 4月21日 - 原子力機構は科学館の直轄での運営を継続することを決め、4月27日に予定されていた新たな運営委託先を決める入札を中止する[12]。
  - 6月15日 - 木津川市・精華町・宇治市・城陽市・生駒市の教育委員会と校長会が運営継続を求める要望書を平野博文文部科学大臣宛に提出する[13][14]。
  - 6月26日 - 関西文化学術研究都市建設推進協議会が科学館存続を求める要望書を民主党府連に提出する[15]。
  - 8月31日 - 原子力機構が科学館を別法人へ移管し、地元自治体と共同運営する方針を発表する[16][17][18]。
- 2016年（平成28年）4月1日 - 量子科学技術研究開発機構発足、関西光科学研究所（当時、現在は「関西光量子科学研究所」）とともに原子力機構から移管される。

## 利用情報
- 休館日
  - 月曜日、火曜日（祝日・振替休日の場合はその翌日）
  - 年末年始（12月28日 - 1月4日）
  - その他臨時休館する場合あり
- 開館時間 - 10：00 - 16:30
- 入館料：現在は無料（2019年4月1日現在、開館当時は大人300円、子供100円）。
- ※現在（2021年10月4日）、きっづ光科学館ふぉとんでは、課外授業（学習投影）等の場としてプラネタリウムの上映を再開しています。（月・火曜日を除く。）

## アクセス
「梅美台西」より徒歩約1分
- 近鉄奈良駅から
  - 奈良交通バス「加茂駅行き」または「州見台八丁目行き」約12分
- JR奈良駅下車
  - 奈良交通バス「加茂駅行き」または「州見台八丁目行き」約14分
- JR木津駅下車
  - 木津町巡回バス「梅谷行き」バス約15分